# 姐姐所傳達的人生tem
《姐姐所傳達的人生tem》（韓語：언니가 알려주는 인생템）為2018年推出的韓國网络綜藝節目，由 金南珠、朴帥眉、朴聖光等人共同主持。固定每周一於Youtube播放。

## 標題意義
- 人生tem（韓語：인생템）：意思是指至今為止人生中最好的事物。

## 外部連結
- 官方網站 